# 三式一号電波探信儀三型
三式一号電波探信儀三型（3しき1ごうでんぱたんしんぎ3がた、英語: Type 3 Mark 1 radar）は、日本海軍の開発した陸上設置用の対空警戒レーダー。一号三型電探、13号電探などと略称される。小型軽量で非常に成功したレーダーのため艦艇にも多く搭載された。
前型の一号一型や二型は重量過大で移動が困難だったため、小型軽量化を目指して開発された。使用波長は航空機に対してより性能の良い2mとした（前型の一号二型は波長1.5m）。尖頭出力10kW、測定は最大感度法、重量110kgで分解すれば人力でも運搬できる重さとなった。アンテナは八木・宇田アンテナを4段積み上げた形で高さ4,236mm。探知距離はカタログ上では単機で50km、編隊で100km、指示器の最大目盛が150kmだったが、実際には編隊で150km以上、敵が味方識別装置を使用すると300km以上でも探知可能であった。空母「瑞鶴」の測定距離は240kmと表記されている。本型は小型軽量で性能も良かったため、1943年（昭和18年）の採用以降、陸上ばかりでなく艦艇にも装備された。艦艇用対空用見張りとして、21号電探を廃止して13号電探に統一せよという提言も見られる。実際に21号電探を廃止して13号電探に交換した事例が秋月型駆逐艦。1944年（昭和19年）2月には二号二型と共に大幅な増産が図られ、同年7月には特急整備として呉海軍工廠でほとんどの艦船に装備がされた。生産台数約2,000台。
潜水艦にもアンテナ部のみを変更し搭載された。このレーダーを搭載した1944年（昭和19年）春以降は潜水艦の被害が著しく減少したという。潜水艦用としては、まず既設の昇降式短波無線マスト（本来は無線通信用アンテナ）を回路切替式として兼用する方式で装備された。この装備法ではアンテナが全くの無指向性となるため、最大感度方位の測定ができず目標の方位が不明となるが、潜望鏡深度で潜航したまま使用できることが利点であり、浮上前の対空警戒用に使用され効果を挙げた。次いで、浮上中の対空見張用として目標方位も含めて探知可能とするよう、八木・宇田アンテナが増設され、短波無線マストと併用されるようになった。